# Nejáyevskaya
Nejáyevskaya (ruso: Неха́евская) es un asentamiento rural y stanitsa de Rusia, capital del raión homónimo en la óblast de Volgogrado.
En 2021, el territorio del asentamiento tenía una población de 4494 habitantes, de los cuales 4050 vivían en la propia stanitsa y el resto en su única pedanía: el jútor de Pavlovski.
Se ubica sobre la carretera 18K-7, a medio camino entre Uriúpinsk y Kalach. El casco urbano está atravesado por el río Tishanka.

## Historia
Se conoce la existencia del asentamiento en documentos desde 1774. En su origen era un pequeño jútor llamado "Nejáyev" (Нехаев), habitado por cosacos del Don, en tierras de la stanitsa de Buratski, pertenecientes al ókrug del Jopior de la óblast del Voisko del Don. En el momento de la Revolución rusa era una pequeña localidad de unos mil quinientos habitantes. Sin embargo, al definirse en 1928 los raiones del krai del Bajo Volga, el jútor tuvo la suerte de hallarse en el centro de un raión sin localidades importantes, por lo que se le dio el estatus de capital distrital, con rango de pueblo (seló) y el topónimo "Nejáyevo" (Нехаево). En 1938 adoptó el estatus de stanitsa y su actual topónimo. En 1966, debido a que la capital distrital ya superaba los tres mil habitantes, adoptó el estatus de asentamiento de tipo urbano con el topónimo "Nejáyevski" (Нехаевский). En 1992 volvió a ser una localidad rural y adoptó definitivamente su topónimo actual.